# Primera División de Paraguay 2015
Primera División de Paraguay 2015 är den högsta divisionen i fotboll i Paraguay för säsongen 2015 och består av två mästerskap - Torneo Apertura och Torneo Clausura. Vardera mästerskap består av tolv lag som spelade en match hemma och en match borta vilket innebar 22 matcher per lag och mästerskap. Primera División kvalificerar även lag till Copa Libertadores 2016 och Copa Sudamericana 2016.

## Poängtabeller
I både Torneo Apertura och Torneo Clausura spelade de tolv lagen 22 matcher var, vilket innebar att lagen under 2015 spelade 44 matcher. Vinnarna av respektive turnering blev mästare, så två mästare korades under säsongen. Varje vinnarlag kvalificerade sig även för Copa Libertadores 2016.
| Nr | Lag               | S  | V  | O | F  | GM | IM | MS  | P  |
| -- | ----------------- | -- | -- | - | -- | -- | -- | --- | -- |
| 1  | Cerro Porteño     | 22 | 16 | 4 | 2  | 41 | 19 | +22 | 52 |
| 2  | Guaraní           | 22 | 15 | 2 | 5  | 40 | 26 | +14 | 47 |
| 3  | Libertad          | 22 | 10 | 8 | 4  | 30 | 23 | +7  | 38 |
| 4  | Olimpia           | 22 | 9  | 8 | 5  | 32 | 22 | +10 | 35 |
| 5  | Sportivo Luqueño  | 22 | 10 | 4 | 8  | 35 | 29 | +6  | 34 |
| 6  | Sol de América    | 22 | 8  | 7 | 7  | 26 | 26 | 0   | 31 |
| 7  | Rubio Ñu          | 22 | 6  | 8 | 8  | 34 | 36 | −2  | 26 |
| 8  | Nacional          | 22 | 5  | 7 | 10 | 28 | 37 | −9  | 22 |
| 9  | Deportivo Santaní | 22 | 4  | 9 | 9  | 27 | 33 | −6  | 21 |
| 10 | General Díaz      | 22 | 5  | 6 | 11 | 26 | 32 | −6  | 21 |
| 11 | Deportivo Capiatá | 22 | 5  | 6 | 11 | 29 | 41 | −12 | 21 |
| 12 | San Lorenzo       | 22 | 2  | 5 | 15 | 24 | 48 | −24 | 11 |

| Nr | Lag               | S  | V  | O  | F  | GM | IM | MS  | P  |
| -- | ----------------- | -- | -- | -- | -- | -- | -- | --- | -- |
| 1  | Olimpia1          | 22 | 13 | 5  | 4  | 40 | 22 | +18 | 44 |
| 2  | Cerro Porteño1    | 22 | 14 | 2  | 6  | 32 | 23 | +9  | 44 |
| 3  | Guaraní           | 22 | 12 | 3  | 7  | 52 | 29 | +23 | 39 |
| 4  | Libertad          | 22 | 9  | 11 | 2  | 35 | 23 | +12 | 38 |
| 5  | Deportivo Capiatá | 22 | 9  | 6  | 7  | 31 | 34 | −3  | 33 |
| 6  | Sol de América    | 22 | 7  | 5  | 10 | 35 | 35 | 0   | 26 |
| 7  | Deportivo Santaní | 22 | 7  | 5  | 10 | 29 | 37 | −8  | 26 |
| 8  | General Díaz      | 22 | 6  | 6  | 10 | 18 | 35 | −17 | 24 |
| 9  | Sportivo Luqueño  | 22 | 6  | 5  | 11 | 39 | 43 | −4  | 23 |
| 10 | Rubio Ñu          | 22 | 5  | 7  | 10 | 22 | 29 | −7  | 22 |
| 11 | San Lorenzo       | 22 | 5  | 7  | 10 | 29 | 38 | −9  | 22 |
| 12 | Nacional          | 22 | 5  | 6  | 11 | 21 | 35 | −14 | 21 |

|                 | 9 december 2015 | Olimpia                       | 2–1   | Cerro Porteño | Estadio Defensores del Chaco |                         |
| 18:00 UTC–03:00 | 18:00 UTC–03:00 | Bareiro 52′ Lugano 64′ (sjm.) | (0–0) | Beltrán 78′   | Asunción Publik: 27 494      | Asunción Publik: 27 494 |
| 18:00 UTC–03:00 | 18:00 UTC–03:00 |                               |       |               | Asunción Publik: 27 494      | Asunción Publik: 27 494 |
| 18:00 UTC–03:00 | 18:00 UTC–03:00 |                               |       |               | Asunción Publik: 27 494      | Asunción Publik: 27 494 |

## Sammanlagd tabell
Lag som vunnit Torneo Apertura och/eller Torneo Clausura står i fetstil. Segrarna av Torneo Apertura respektive Clausura kvalificerades för Copa Libertadores 2016 och det bästa av de två lagen i den sammanlagda tabellen kvalificerade sig även för Copa Sudamericana 2016. Utöver dessa lag kvalificerade sig det bästa laget i den sammanlagda tabellen för Copa Libertadores medan de tre bästa följande lagen kvalificerade sig för Copa Sudamericana.
| Nr | Lag               | S  | V  | O  | F  | GM | IM | MS  | P  |
| -- | ----------------- | -- | -- | -- | -- | -- | -- | --- | -- |
| 1  | Cerro Porteño     | 44 | 30 | 6  | 8  | 73 | 42 | +31 | 96 |
| 2  | Guaraní           | 44 | 27 | 5  | 12 | 92 | 55 | +37 | 86 |
| 3  | Olimpia           | 44 | 22 | 13 | 9  | 72 | 44 | +28 | 79 |
| 4  | Libertad          | 44 | 19 | 19 | 6  | 65 | 46 | +19 | 76 |
| 5  | Sportivo Luqueño  | 44 | 16 | 9  | 19 | 74 | 72 | +2  | 57 |
| 6  | Sol de América    | 44 | 15 | 12 | 17 | 61 | 61 | 0   | 57 |
| 7  | Deportivo Capiatá | 44 | 14 | 12 | 18 | 60 | 75 | −15 | 54 |
| 8  | Rubio Ñu          | 44 | 11 | 15 | 18 | 56 | 65 | −9  | 48 |
| 9  | Deportivo Santaní | 44 | 11 | 14 | 19 | 56 | 70 | −14 | 47 |
| 10 | General Díaz      | 44 | 11 | 12 | 21 | 44 | 67 | −23 | 45 |
| 11 | Nacional          | 44 | 10 | 13 | 21 | 49 | 72 | −23 | 43 |
| 12 | San Lorenzo       | 44 | 7  | 12 | 25 | 53 | 86 | −33 | 33 |

Färgkoder:
     – Kvalificerade för både Copa Libertadores 2016 och Copa Sudamericana 2016.

     – Kvalificerade för Copa Libertadores 2016.

     – Kvalificerade för Copa Sudamericana 2016.

     – Nerflyttade på grund av sämst poängsnitt de senaste tre säsongerna.